# Moree Plains Shire
Koordinaten: 29° 20′ S, 149° 47′ O

Moree Plains Shire ist ein lokales Verwaltungsgebiet (LGA) im australischen Bundesstaat New South Wales. Das Gebiet ist 17.906,52 km² groß und hat etwa 12.750 Einwohner.
Moree Plains liegt im Norden des Staates an der Grenze zu Queensland etwa 650 km nördlich der Metropole Sydney und 475 km südwestlich von Brisbane. Das Gebiet umfasst 22 Ortsteile und Ortschaften: Ashley, Berrigal, Boomi, Bullarah, Garah, Gurley, Mallowa, Mungindi, Terry Hie Hie, Weemelah und Teile von Bellata, Biniguy, Boggabilla, Collarenebri, Croppa Creek, Gravesend, Millie, Moree, Pallamallawa, Rocky Creek, Rowena, Tulloona und Mosman. Der Sitz des Shire Councils befindet sich in Moree in der Osthälfte der LGA, wo etwa 7.000 Einwohner leben.

## Verwaltung
Der Moree Plains Shire Council hat neun Mitglieder, die von den Bewohnern der LGA gewählt werden. Moree Plains ist nicht in Bezirke untergliedert. Aus dem Kreis der Councillor rekrutiert sich auch der Mayor (Bürgermeister) des Councils.
Vor 2012 bestand der Council aus zwölf Mitgliedern.